# Ventieltrap
De ventieltrap is de voetbalterm voor wat men in het volleybal een 'floater' noemt. Met het zogenaamde 'floaten' doelt men op de afwijking van de bal van haar logische baan. In het volleybal wordt dit veroorzaakt door een zeer harde slag met de vlakke hand tegen de bal, waarbij de bal maar heel kort wordt geraakt (de hand wordt als het ware teruggetrokken, men slaat niet met de arm helemaal door).
In het voetbal is vooral de plaats van het ventiel bepalend voor een goede 'floater'. Roberto Carlos, de Braziliaanse verdediger van Corinthians heeft deze trap in het voetbal geïntroduceerd. Hij legt daarbij de bal met het ventiel precies in het midden op de plek waar hij hem raakt. Vervolgens neemt hij een (bijna) rechte aanloop en raakt de bal met de wreef precies in het midden. De bal gaat de eerste meters rechtdoor, maar neemt daarna onvoorspelbare wendingen aan. Dat komt waarschijnlijk doordat een bal nooit helemaal rond is, mede door de aanwezigheid van het ventiel. 
Ook ontstaan er bepaalde luchtstromen rond de bal waardoor de bal gaat zwieberen/fladderen. Dat maakt de bal voor een keeper haast onhoudbaar omdat hij niet kan weten naar welke richting de bal gaat afwijken. Dit, gecombineerd met de ongelooflijke kracht die Roberto Carlos eraan kan geven leidde reeds tot onwaarschijnlijke doelpunten, waaronder de wereldberoemde vrije trap die hij scoorde tegen Frankrijk tijdens het Tournoi de France in het Stade de Gerland te Lyon op 3 juni 1997.